# Gare des Vallées
La gare des Vallées est une gare ferroviaire française de la ligne de Paris-Saint-Lazare à Saint-Germain-en-Laye. Elle est située, place de la Gare-des-Vallées, dans le quartier des Vallées, à la limite des communes de Bois-Colombes, Colombes et La Garenne-Colombes, dans le département des Hauts-de-Seine en région Île-de-France.
Mise en service en 1897 par la Compagnie des chemins de fer de l'Ouest, c'est une gare desservie, depuis 2004, par des trains de la ligne L du Transilien.

## Situation ferroviaire
Établie à 39 mètres d'altitude, la gare des Vallées est située au point kilométrique (PK) 6,973 de la ligne de Paris-Saint-Lazare à Saint-Germain-en-Laye, entre les gares de Bécon-les-Bruyères et de La Garenne Colombes.

## Histoire

### Première gare dite de Colombes
En 1844, une gare est établie au pont de la Puce. Elle a une existence courte car elle est saccagée, pillée et brulée le 25 février 1848 par des émeutiers à la suite des évènements de la Révolution de 1848,. Le 29 mai, les présumés auteurs des faits passent devant la cour d'assises de la Seine dans l'« affaire du chemin de fer de Saint-Germain - Dévastation à la station de Colombes - Vingt et un accusés ».

### Deuxième gare dite des Vallées
Dès 1889, les habitants de Colombes, demandent qu'une station soit ouverte sur le nouveau raccordement entre la gare de Bécon-les-Bruyères et la ligne de Paris à Saint-Germain. Bien qu'elle soit soutenue par la municipalité, la requête n'aboutit pas à une réponse positive de la Compagnie des chemins de fer de l'Ouest. C'est l'intervention du maire de la commune auprès du ministre des Travaux publics qui débloque la situation. Sa décision de créer une station entre les gares de Bécon-les-Bruyères et de La Garenne-Bezons est publiée en 1891 et en réponse la compagnie, en juillet 1893, accepte d'établir cette nouvelle station « entre le passage à niveau de la rue Denis-Boucher (actuelle rue des Lilas) et le pont de la Puce, à condition que la commune prenne à sa charge la part la plus importante de la dépense ». On note qu'une souscription des habitants intéressés apporte 40 100 fr et que la commune, qui demande une subvention au Conseil général de la Seine, contribue pour 50 910 fr. Cette nouvelle gare sera située à environ 1 200 mètres de la gare de La Garenne-Colombes.

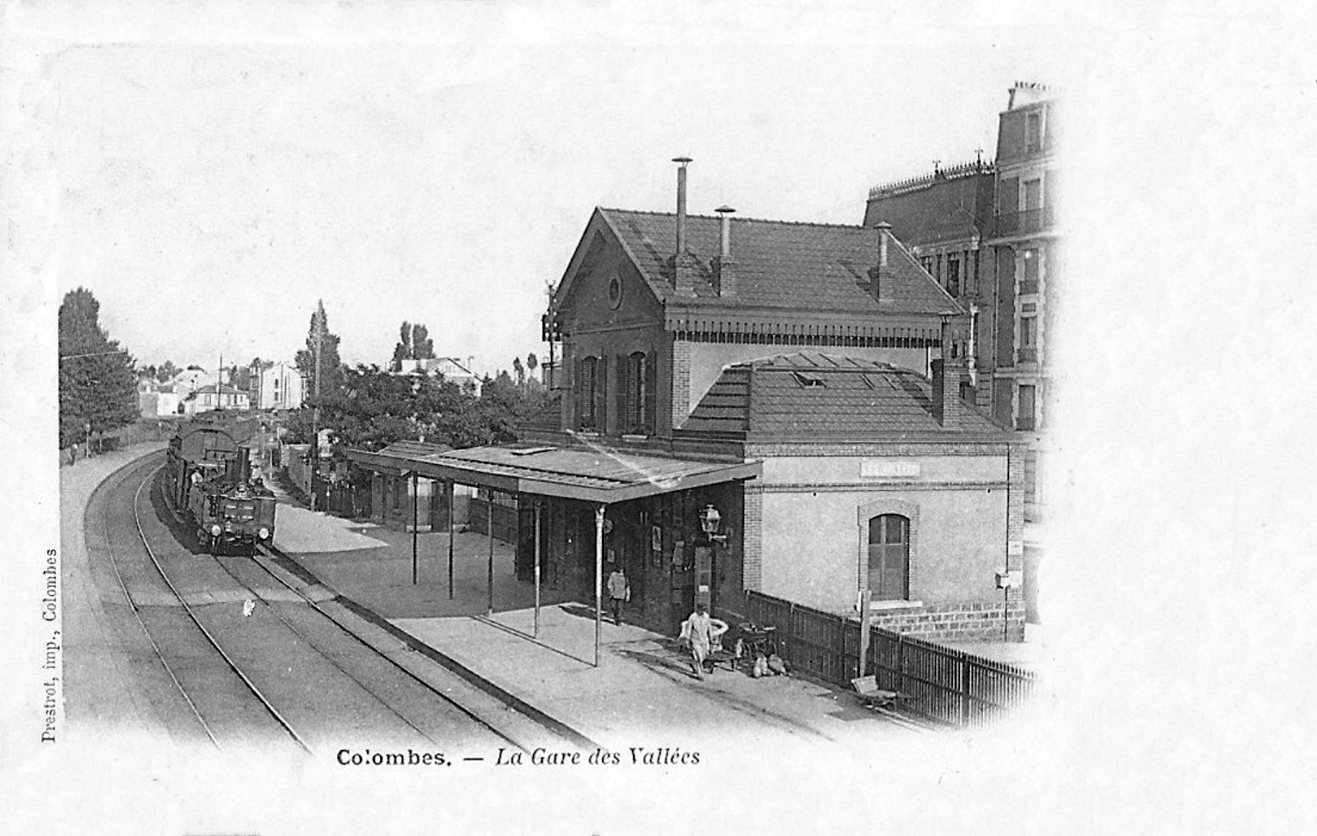
La gare au début des années 1900.

La gare des Vallées est mise en service le 15 octobre 1897 par la Compagnie des chemins de fer de l'Ouest. Elle est alors située sur la « ligne de Paris (Saint-Lazare) à La Garenne-Bezons (par Bécon-les-Bruyères) », entre les gares de Bécon-les-Bruyères et La Garenne-Bezons. Elle dispose d'un bâtiment d'un type courant dans les gares de la banlieue, réalisé en pierre avec de la brique en chaînage ; il comporte un corps central, à deux ouvertures avec un étage et une toiture à deux pans, encadré par deux petites ailes à une ouverture sous toiture. Une marquise est disposée sur la façade côté quais.
La municipalité s'intéresse à la voirie à proximité de la gare et son projet de classement, en voies publiques urbaines, des rues de la Gare des Vallée et des Peupliers prolongée, ainsi que la place de la Gare, est confirmé par un décret du 11 juin 1898. Contrairement aux prévisions, la fréquentation de la gare se développe rapidement ; elle devient le centre d'un nouveau quartier, le quartier des Vallées, où habitent des employés travaillant à Paris qui s'installent dans des « immeubles de rapport de cinq à six étages ».

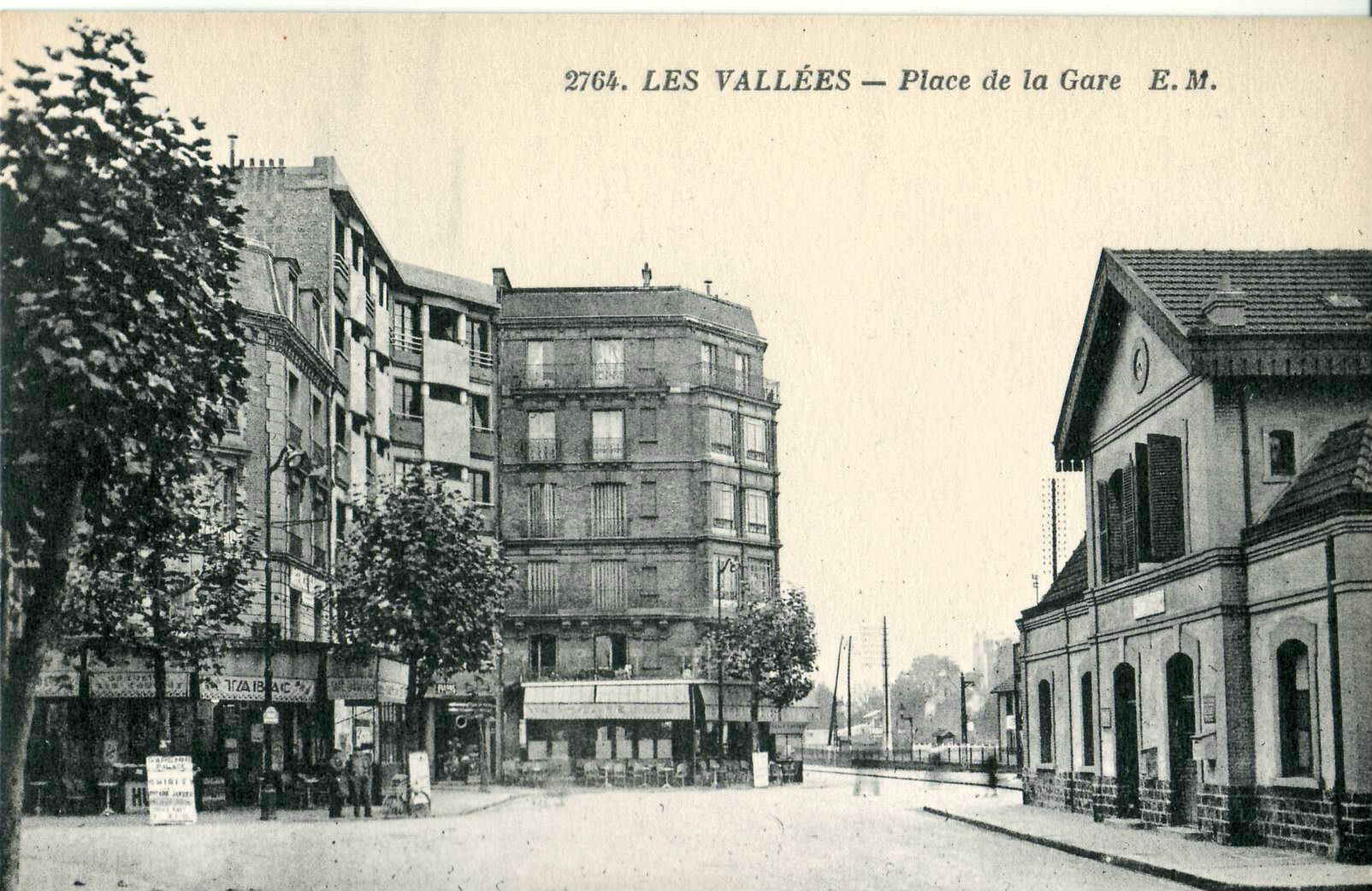
La gare, au début des années 1900.

En 1903, la fréquentation de la gare est de 626 028 voyageurs descendants et de 50 tonnes de marchandises débarquées ainsi que de 626 798 voyageurs montants et de 129 tonnes de marchandises chargées.
En 1906, après deux accidents de personnes, les 22 août et 15 octobre, une pétition signée par 383 usagers signale qu'ils sont la cause d'une « très mauvaise organisation intérieure de la gare et à l'obligation pour les voyageurs allant à Paris, de traverser les voies pour accéder à leur quai de départ. ». En soulignant un problème, elle propose une solution : « l'existence des deux bureaux de recette du même côté de la gare alors qu'il serait préférable d'en voir un installé du côté du quai de départ pour Paris, ce qui permettrait ainsi aux voyageurs d'y accéder, sans traverser les voies, en utilisant la passerelle extérieure déjà existante ou par tout autre moyen. ». Le conseil municipal y apporte un vœu favorable en l'adressant au ministre des Travaux publics.
Au mois de janvier 1913, la fréquentation de la gare est de 30 000 voyageurs montants et le même comptage en janvier 1919 montre une progression de 1 000 voyageurs.
Vers 1960, la petite horloge de la façade du bâtiment voyageurs, tombée en panne, est démontée pour être réparée. Remise en place après plusieurs mois d'absence, elle n'est toujours pas éclairée la nuit. En 1963, un conseiller écrit au préfet de la Seine pour qu'il intervienne auprès de la SNCF pour résoudre ce problème. Au mois de novembre, le préfet répond que la SNCF a pris en compte cette demande en optant pour un éclairage réalisé « au moyen d'un cadran en verre opalin translucide avec lampes intérieures. ».
En 2004, commence la desserte de la gare par des trains Transilien de la nouvelle ligne L.
En août 2016, la gare est en travaux pour sa mise en accessibilité. Ce chantier rend son accès difficile aux usagers. L'inauguration a lieu le 17 mai 2018, en présence de la présidente de la région, Valérie Pécresse, des maires des trois communes limitrophes, Colombes, Bois-Colombes et La Garenne-Colombes, et d'une cinquantaine d'invités. Pour un investissement de 13 millions d'euros (pris en charge par Île-de-France Mobilités aidé financièrement par les trois communes), cette modernisation comporte notamment la mise en accessibilité pour un « passage élargi au contrôle automatique de banlieue, balises sonores, doubles rampes, contrastes des sols, accès sans dénivelé, quais rehaussés au niveau de la plateforme du Francilien, ascenseur pour passer d’un quai à l’autre… » et la remise aux normes de la passerelle couverte qui relie les trois communes,.

## Fréquentation
De 2023 à 2015, selon les estimations de la SNCF, la fréquentation annuelle de la gare s'élève aux nombres indiqués dans le tableau ci-dessous.
| Année     | 2023      | 2022      | 2021      | 2020      | 2019      | 2018      | 2017      | 2016      | 2015      |
| --------- | --------- | --------- | --------- | --------- | --------- | --------- | --------- | --------- | --------- |
| Voyageurs | 4 797 717 | 5 077 252 | 4 068 322 | 2 342 371 | 4 283 672 | 4 280 459 | 4 265 730 | 4 185 281 | 4 079 450 |

## Service des voyageurs

### Accueil
La gare Transilien SNCF de la ligne L est ouverte, en semaine de 6 h 40 à 20 h 30 et les week-ends de 7 h 10 à 20 h 30, par l'accès principal situé à proximité du bâtiment voyageurs. Elle dispose d'un guichet ouvert, lundi et vendredi, de 16 h 30 à 19 h 30, et d'un espace d'attente et de travail Work & Station, connecté et ouvert aux mêmes horaires que la gare. Elle est équipée d'automates pour l'achat de titres de transports Translien et Grandes lignes. On y trouve divers services et elle est accessible aux personnes à mobilité réduite.
Elle est équipée d'une passerelle et d'un passage souterrain, qui permettent d'accéder à la rue des Vallées.

Installations en 2018
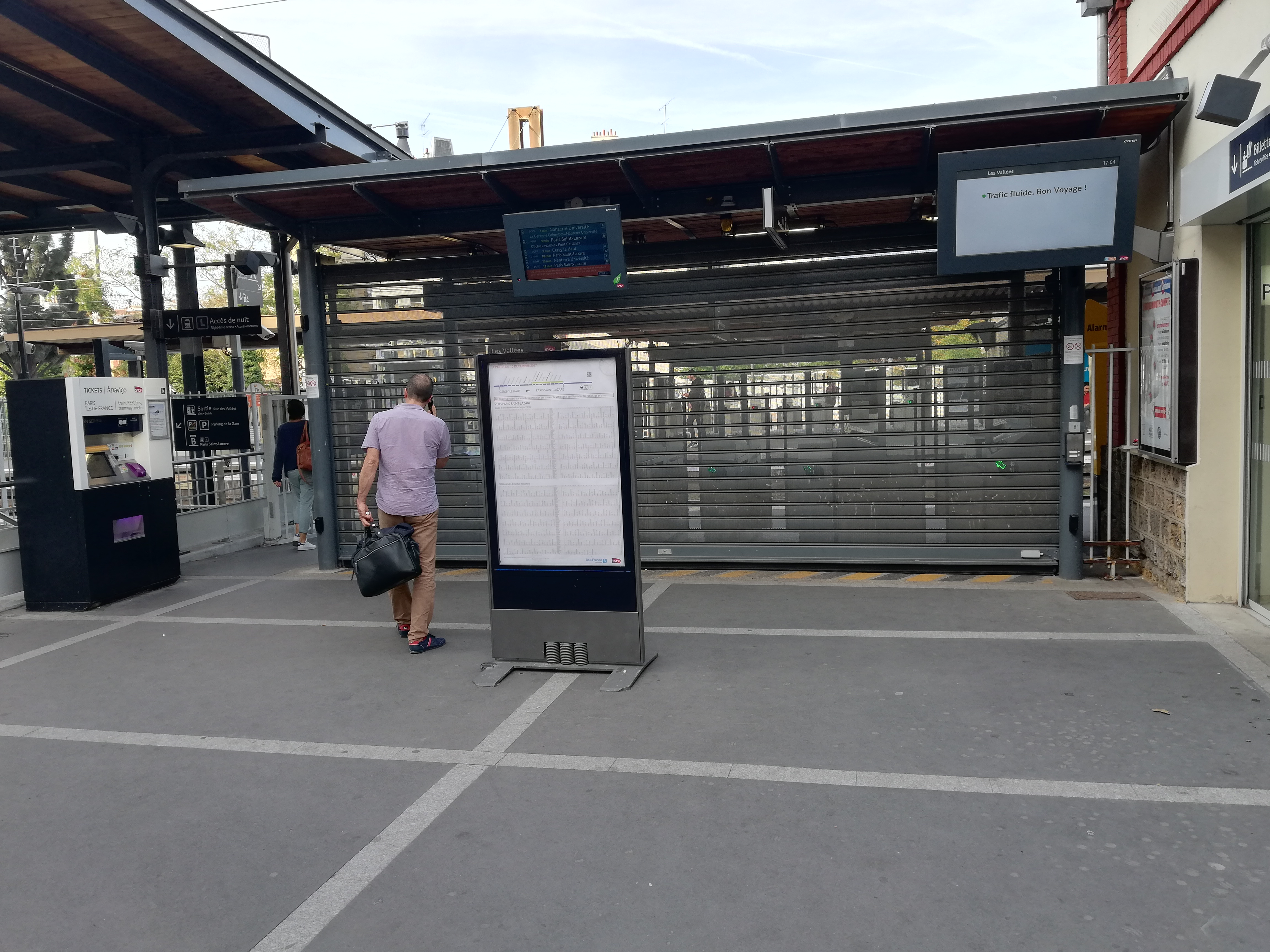
Accès principal.
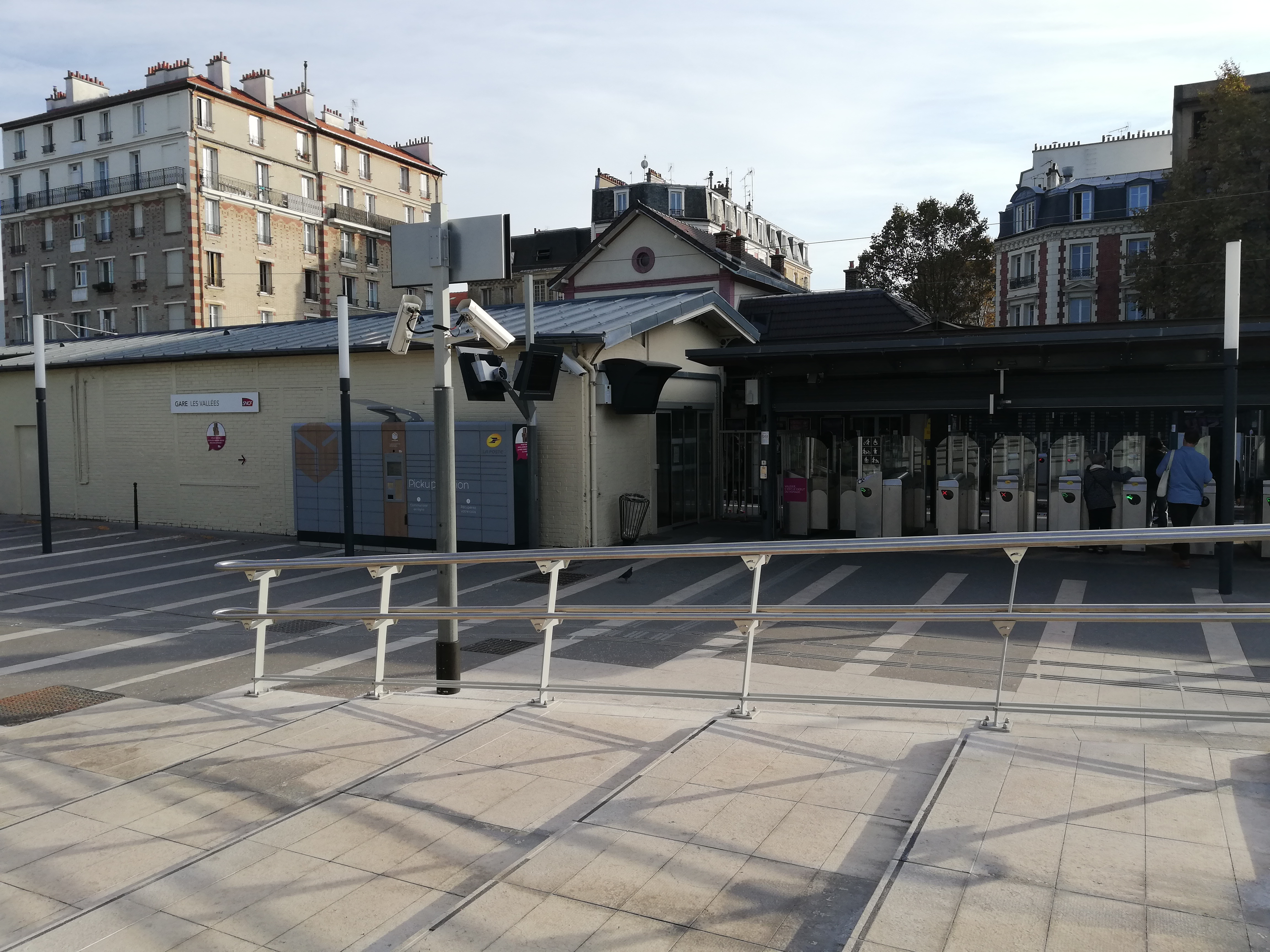
Accès nord.
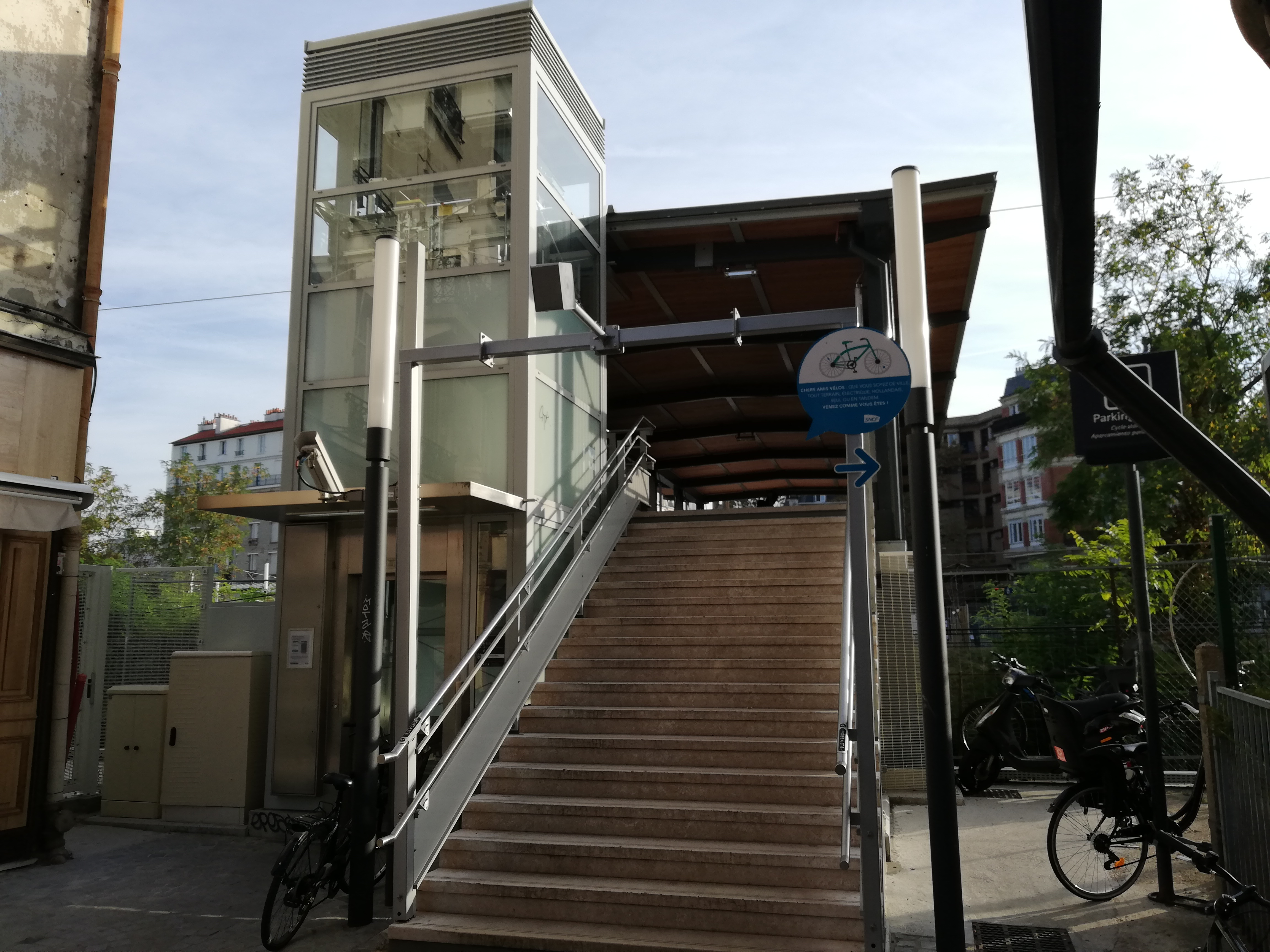
Accès passerelle.

### Desserte
La gare des Vallées est desservie par les trains de la ligne L du Transilien. La desserte aux heures creuses et le week-end est assurée toutes les 10 minutes, et toutes les 7 minutes en heure de pointe en semaine. Les trains s'arrêtant à la gare des Vallées sont tous omnibus entre Paris-Saint-Lazare et Nanterre-Université, un train sur deux continuant jusqu'à Cergy-le-Haut. Le week-end, ces derniers sont limités à Maisons-Laffitte.

Signalisation, voies et quais en 2018
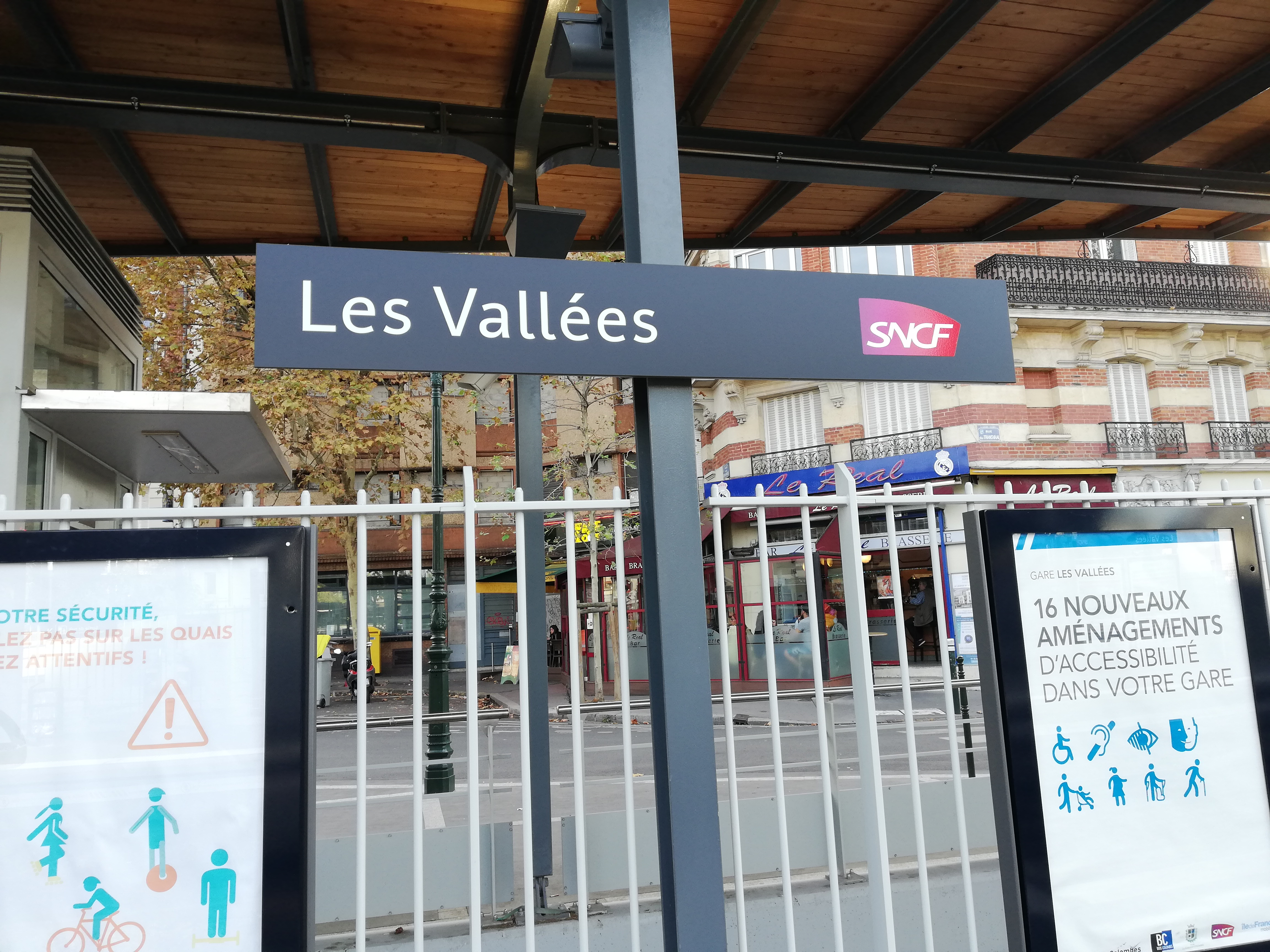
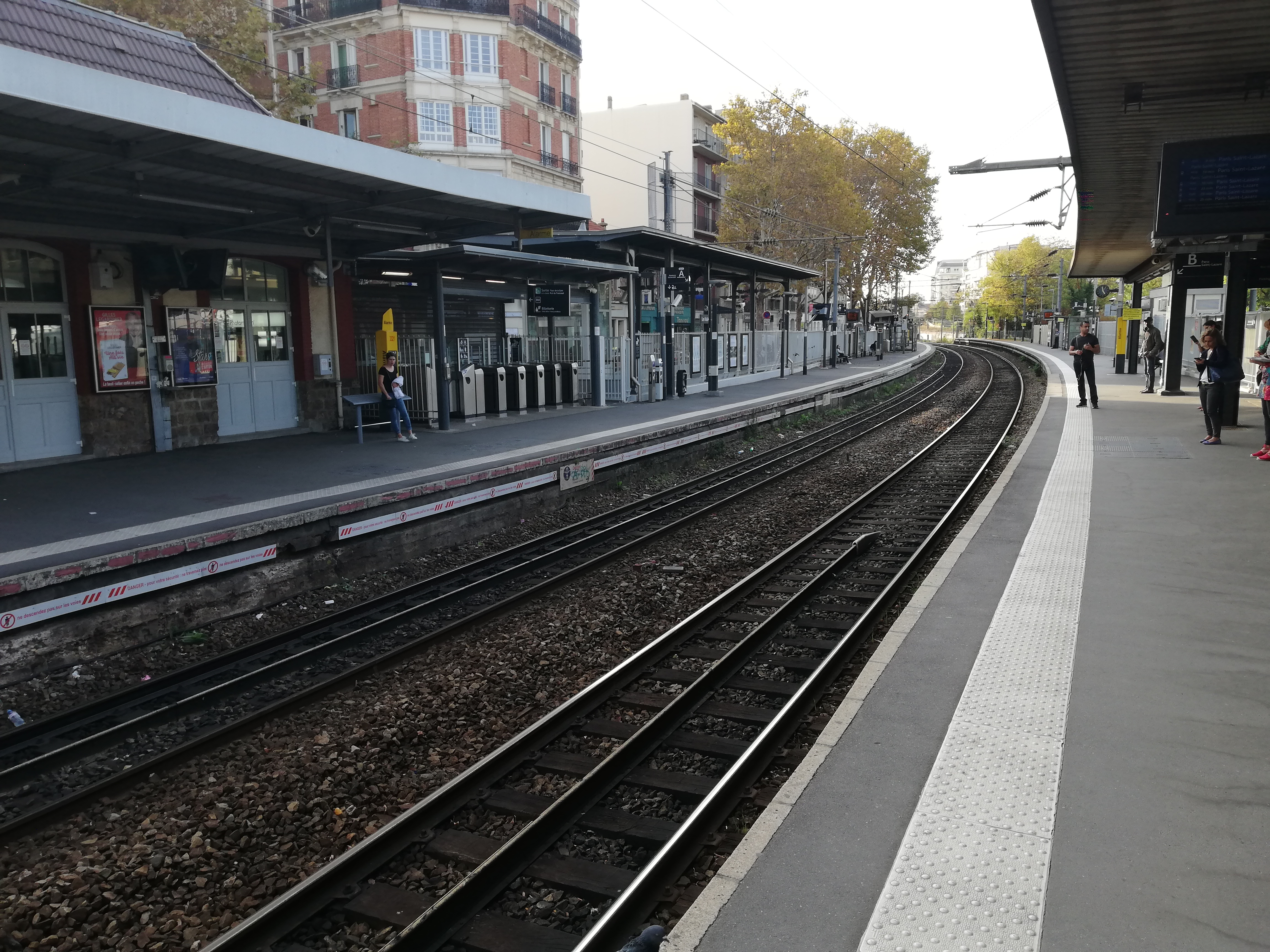
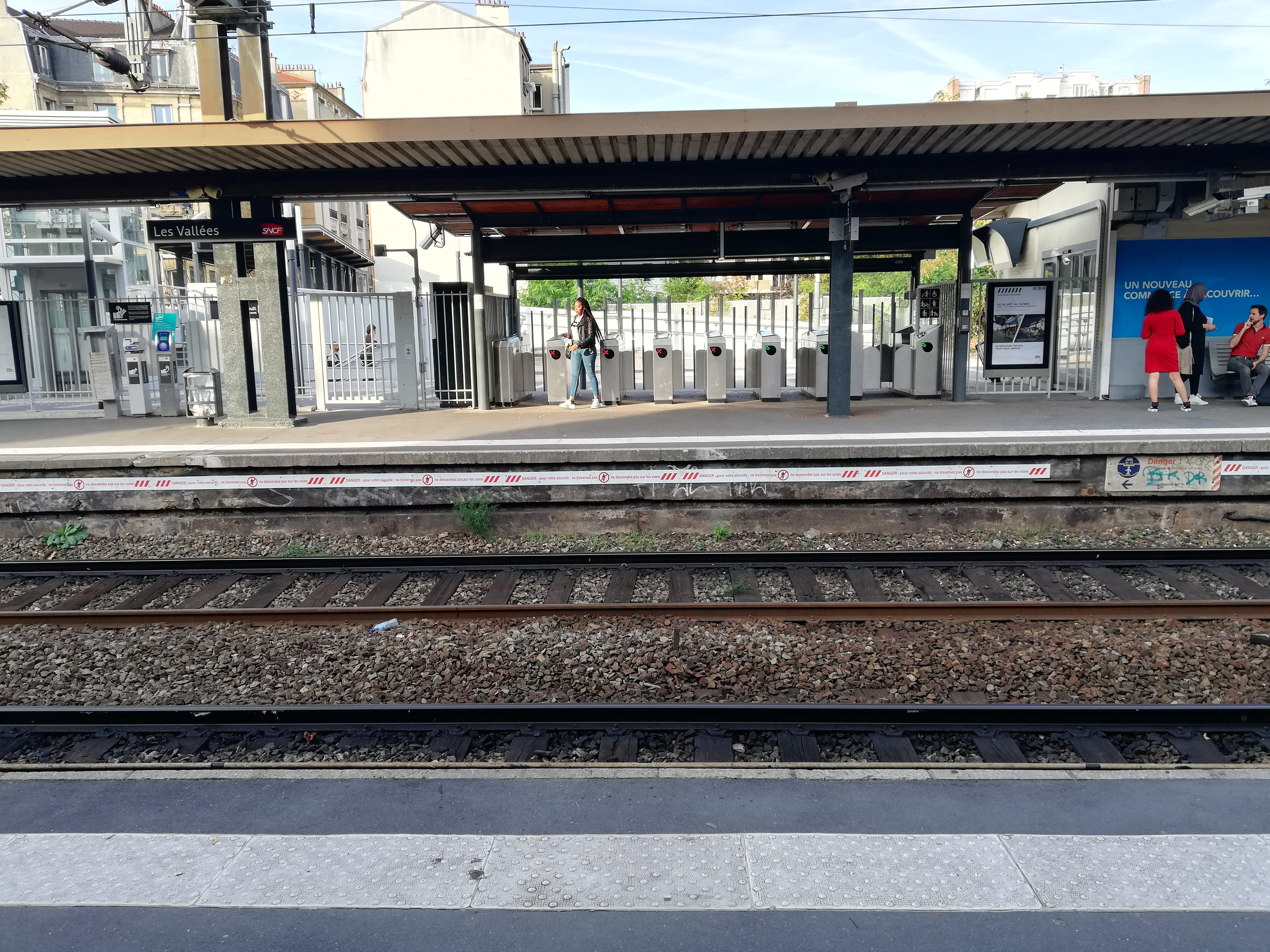

### Intermodalité
Elle dispose, pour les vélos, d'un parking payant Véligo, avec quarante places. Une station Vélib est située sur la place de la Gare des Vallées.
La gare est desservie par la ligne 164 du réseau de bus RATP.

## Patrimoine ferroviaire
Toujours utilisé par le service voyageurs, le bâtiment construit en 1895-1897 est référencé à l'Inventaire général du patrimoine culturel. On remarque, en comparant la photo de 1900 avec les photos actuelles, que l'une des ailes dispose d'une ouverture de plus qu'à l'origine.

Bâtiment voyageurs
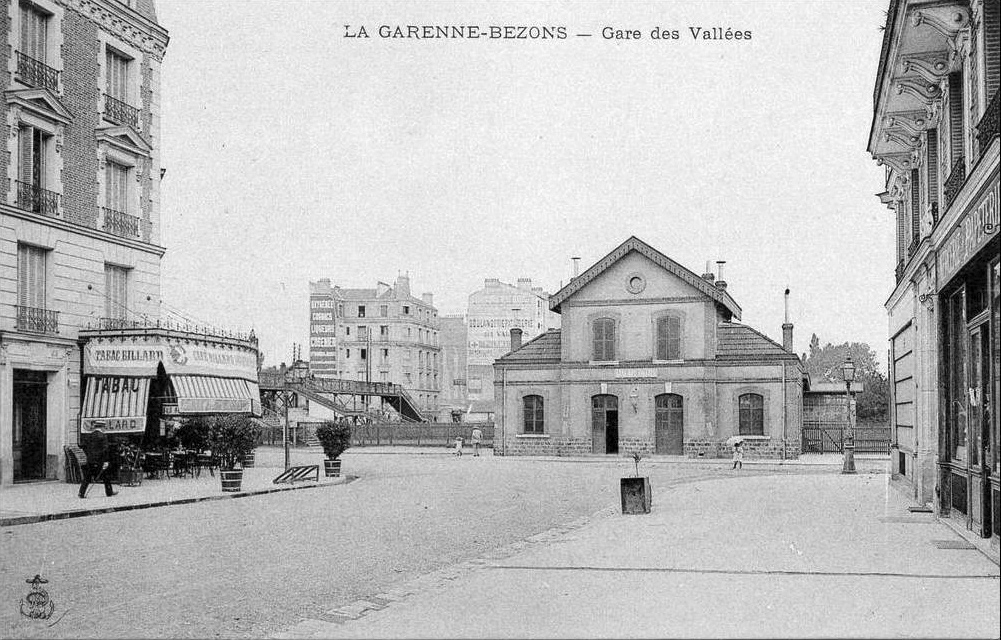
Vers 1900.
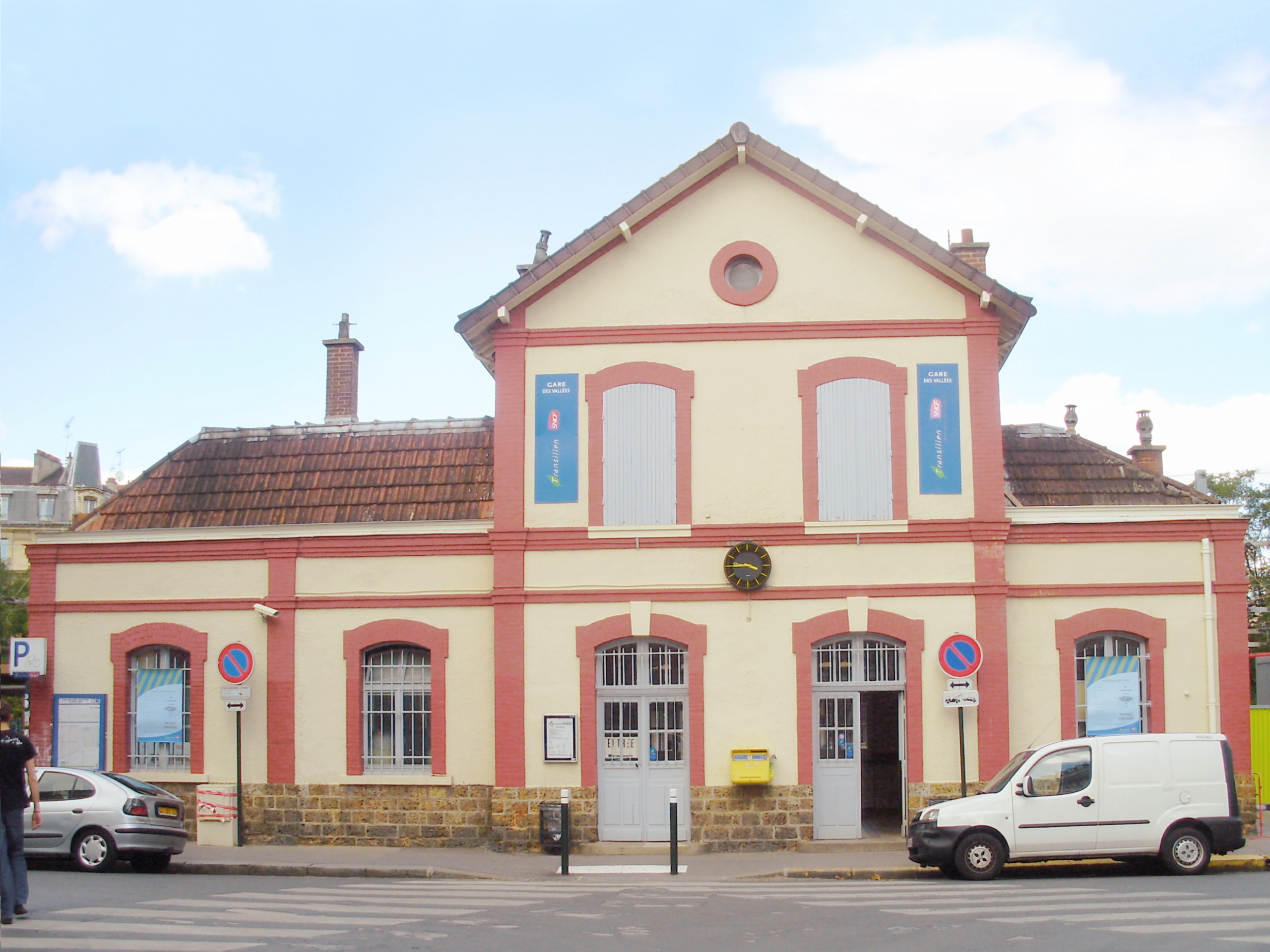
En 2010.
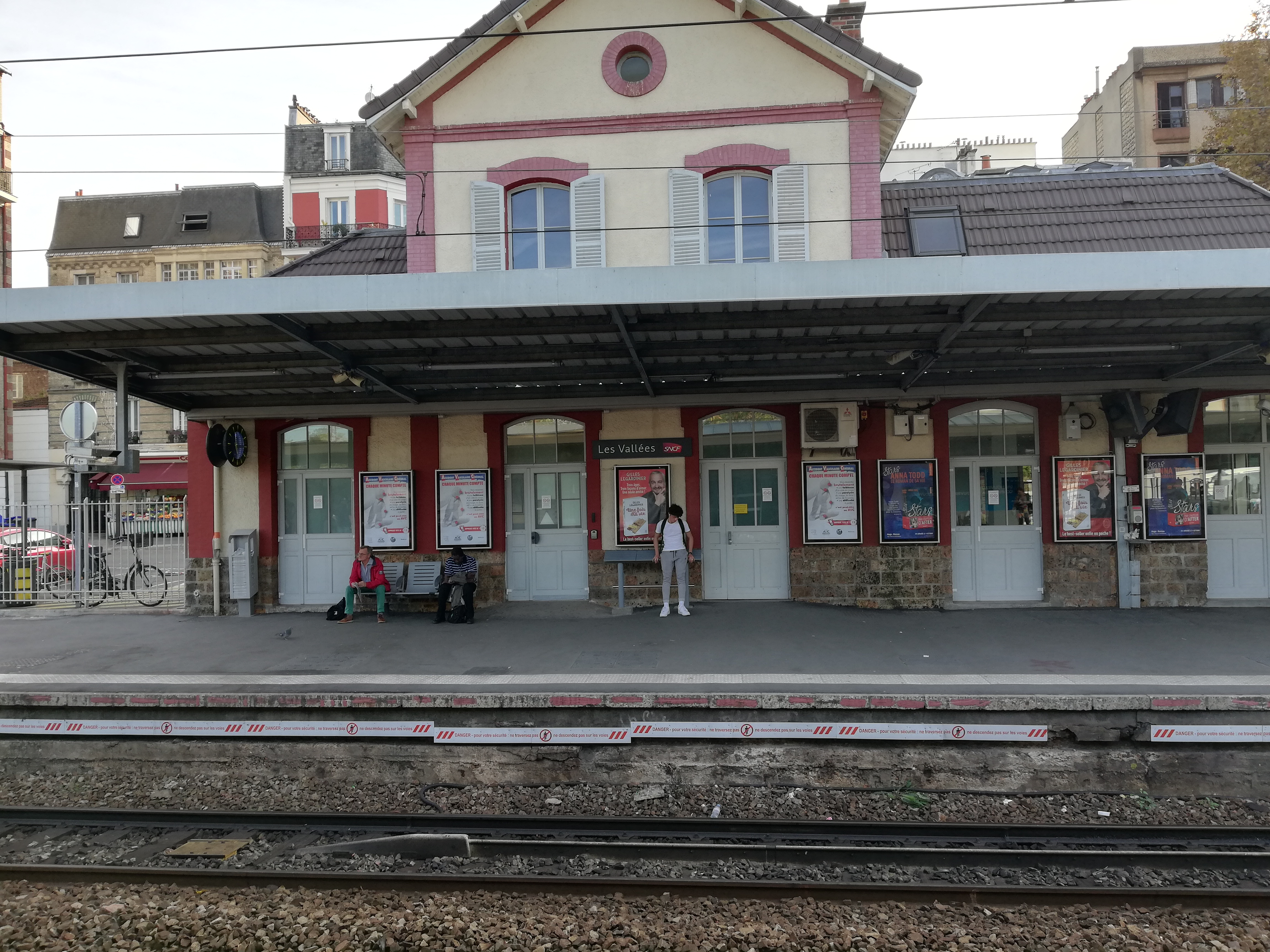
En 2018.

## Projet
Il existe un projet d'étude pour le prolongement de la ligne 3 du métro depuis le pont de Levallois via Bécon-les-Bruyères.

## Dans la culture populaire
En 1959, le dessinateur Pierre Probst représente la gare des Vallées dans l'album Caroline aux sports d'hiver.
Elle figure aussi dans un passage du film de Michel Audiard Le Cri du cormoran le soir au-dessus des jonques, sorti en 1971.